# Bojan Udovič
Bojan Udovič (22 de julho de 1957 — 11 de julho de 2015) foi um ciclista iugoslavo, que competiu nos Jogos Olímpicos de 1980, realizados na cidade de Moscou, União Soviética. Competiu na prova individual do ciclismo de estrada e foi um dos ciclistas que não conseguiram terminar a corrida. Terminou em oitavo no contrarrelógio por equipes.